# Bernardus Manders (acteur)
Bernardus Marie Manders (Roermond, 12 maart 1962) is een Nederlandse acteur.
Manders studeerde aan de Middelbare Horecaschool in Heerlen. Na een carrière in het hotelvak werd hij acteur. In de Duitse tv-show 'Lass Dich überraschen' bood Rudi Carrell hem een kleine rol in een aflevering van de serie Tatort aan. Aan het einde van een particuliere toneelopleiding in Duitsland van 1994 tot 1997 behaalde hij daar na een examenauditie het staatsdiploma 'officieel erkend acteur'. In 2001 ontving hij voor een verdere studie in Los Angeles een beurs van het Duitse filmontwikkelingsfonds.
Manders speelde onder andere in Keetje van Heilbronn, Burgermansbruiloft en 't Was de Leeuwerik. Met Omzien in wrok speelde hij zijn eerste hoofdrol in het toneel. In 2008 deed hij mee aan een project ter ondersteuning van de culturele wederopbouw in Irak. In de rol van dr. Roberta Miranda stond hij met De dood en het meisje in Berlijn en in Dohuk en Sulaymania (Irak) op de bühne. In Wachten op Godot nam hij voor hetzelfde project opnieuw een hoofdrol voor zijn rekening.
In Duitsland is Manders vooral bekend door tv-programma's als Polizeiruf, Die Wache, Unser Charly en films zoals Mayday, Wettlauf mit dem Tod en Mord im Blitzlicht. Hij trad ook op in diverse comedy's, zoals Ritas Welt, Hollische Nachbarn, Freitag Nacht News en in de programma's met de verborgen camera: Versteckte Kamera, Rache ist süß (Booby Trap) en Die Comedy-Falle.
De korte film Puzzled, waarin Manders de hoofdrol speelde, won in 2005 de juryprijs op het Trigital Filmfestival in Graz, Oostenrijk.
Zijn bioscoopdebuut had Manders in 2006 met de film Ein Freund von mir. In de horror-thriller Sovia speelde hij in datzelfde jaar zijn eerste hoofdrol in een bioscoopfilm. De film nam in 2007 deel aan het Cairo International Film Festival in Egypte. In datzelfde jaar maakte Manders tevens deel uit van de jury tijdens het International Film Festival for Children in de Egyptische hoofdstad. In 2008 nam hij deze opgave ook waar tijdens het Arab Film Festival in Rotterdam.
In 2009 werd Manders voor zijn eerste hoofdrol in Nederland gevraagd, in de korte film Kinderspel. Een andere Nederlandse productie waarin Manders meespeelt is de mozaïekfilm Clair de lune die in het voorjaar van 2010 in Limburg werd opgenomen.
In seizoen 7 van Flikken Maastricht was Manders in de afleveringen 65, 68 en 73 in een gastrol te zien.
In de web-dramaserie De Blauwe Bank die vanaf 22 maart 2013 door der Telegraaf zal worden uitgezonden maakt Manders deel uit van de hoofdcast.

## Filmografie
Naast een groot aantal korte en academiefilms heeft Manders aan de volgende selectie van tv- en filmprojecten meegewerkt:
- 2014: Hotel 13 (bijrol)
- 2012: Flikken Maastricht, (gastrol seizoen 7, 3 afleveringen)
- 2011: Die Jagd nach dem Bernsteinzimmer, RTL Event-Movie
- 2011: Bella und der Feigenbaum, ARD
- 2011: Danni Lowinski - Alles muss raus, SAT1
- 2010: Danni Lowinski - Endstation, SAT1
- 2010: De blauwe bank (hoofdcast, serie-pilot)
- 2010: Clair de lune (mozaïekfilm)
- 2006: Ein Freund von mir
- 2006: Sovia
- 2004: Unser Charly
- 2003: Ritas Welt
- 2003: Lindenstrasse
- 2001: Die Wache
- 2001: Polizeiruf 110
- 2000: Wettlauf mit dem Tod, RTL
- 2000: Mord im Blitzlicht, VOX
- 1998: Rache ist süss, SAT1
- 1998: Mayday, ARD